# Diplurodes
Diplurodes là một chi bướm đêm thuộc họ Geometridae.

## Các loài
- Diplurodes decursaria (Walker, 1862)
- Diplurodes indentata Warren, 1897
- Diplurodes inundata Prout, 1929
- Diplurodes kerangatis Holloway, 1993
- Diplurodes petras (Meyrick, 1897)
- Diplurodes semicircularis Holloway, 1993
- Diplurodes sinecoremata Holloway, 1993
- Diplurodes submontana Holloway, 1976
- Diplurodes sugillata Prout, 1932
- Diplurodes triangulata Holloway, 1993
- Diplurodes vestita Warren, 1896